# Nótt

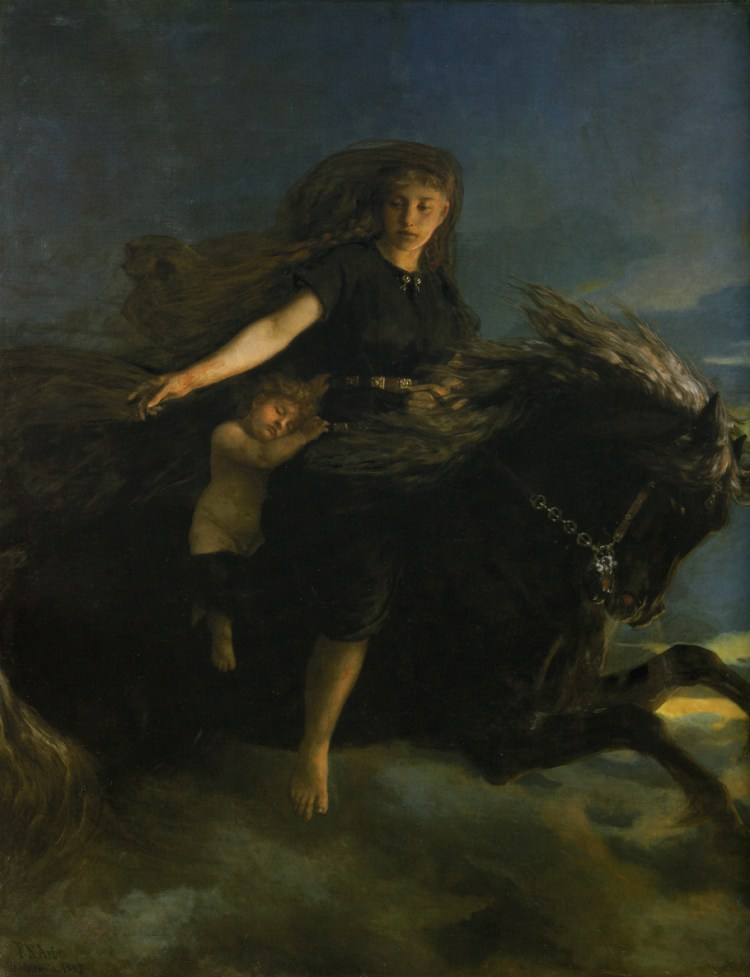
Nótt jedoucí na koni od Petera Nicolaie Arba

Nótt je bohyní ztělesňující noc. Je dcerou obra Nörra (zvaným též Nörfi, Nárfi), byla matkou Dagra a ženou boha Dellingra. Halila se do černých závojů a její černý vůz táhne kůň Hrímfaxi („kůň černý jako saze“-dar od Odina).